# Fort Hommet
Fort Hommet, auch Fort Houmet, ist die Ruine einer Küstenforts auf einer Landzunge in der Gemeinde Castel auf der Kanalinsel Guernsey. Es wurde an einer Stelle errichtet, an der bereits seit 1680 Festungsanlagen waren und besteht aus einem Martello-Turm, der 1804 errichtet wurde, Anbauten aus viktorianischer Zeit sowie Bunkern und Kasematten, die die Deutschen im Zweiten Weltkrieg bauten.

## Frühe Befestigungen
Im Jahr 1680 ist eine Festung an dieser Stelle mit einer Kanone verzeichnet. Nach dem französischen Invasionsversuch von Jersey 1781 wurden die Befestigungen der Insel ausgebaut; es entstanden die Guernsey Loophole Towers, z. B. der nahegelegene in Vazon. Im Laufe des Jahres 1795 wurden die Befestigungen auf der Landzunge ausgebaut, wobei zusätzliche Kanonenstandplätze installiert wurden. 1805 sind sechs Kanonen an dieser Stelle verzeichnet. Der Verbindungsweg zwischen Saint Peter Port und dem Fort wurde um 1808 auf militärischen Standard gebracht, und zwar mit Geld aus einem Landverkauf im requirierten Braye du Valle.

### Martello-Turm
Der Martello-Turm wurde 1804, nach dem Beginn der Koalitionskriege, unter dem Lieutenant Govenor General Sir John Doyle errichtet. Doyle ließ einfach einen örtlichen Maurer namens Gray mit zwei anderen den Turm bauen und bezeichnete dies als „Feldarbeiten“, womit er das Ordnance Corps der Armee umging.
Der Turm von Fort Hommet war, wie die beiden anderen Martello-Türme auf Guernsey, Fort Grey und Fort Saumarez als Donjons für die Geschützbatterien, in denen sie stehen, gedacht. Die Martello-Türme in Guernsey sich alle kleiner als die in Großbritannien; die von Fort Saumarez und Fort Hommet sind kleiner als der von Fort Grey. Auf jedem der Türme hatte eine 24-Pfund-Karronade auf dem Dach zur Unterstützung der Batterie angebracht. Fort Saumarez und Fort Hommet haben Außentreppen bis zum 2. Obergeschoss.

### Viktorianische Zeit
In viktorianischer Zeit erhielt das Fort zusätzliche Batterien und Kasernen. 1852 wurde ein Teil der 24-Pfünder-Kanonen in den Batterien durch 68-Pfünder und 8"-Granatenwerfer ersetzt.
Die größten anbauten aber erfolgten während des Zweiten Weltkrieges, als die Deutschen die Kanalinseln besetzt hatten. Die Deutschen erkannten den Verteidigungsnutzen der Stellung und befestigten sie weiter zum „Stützpunkt Rotenstein“.

## Stützpunkt Rotenstein

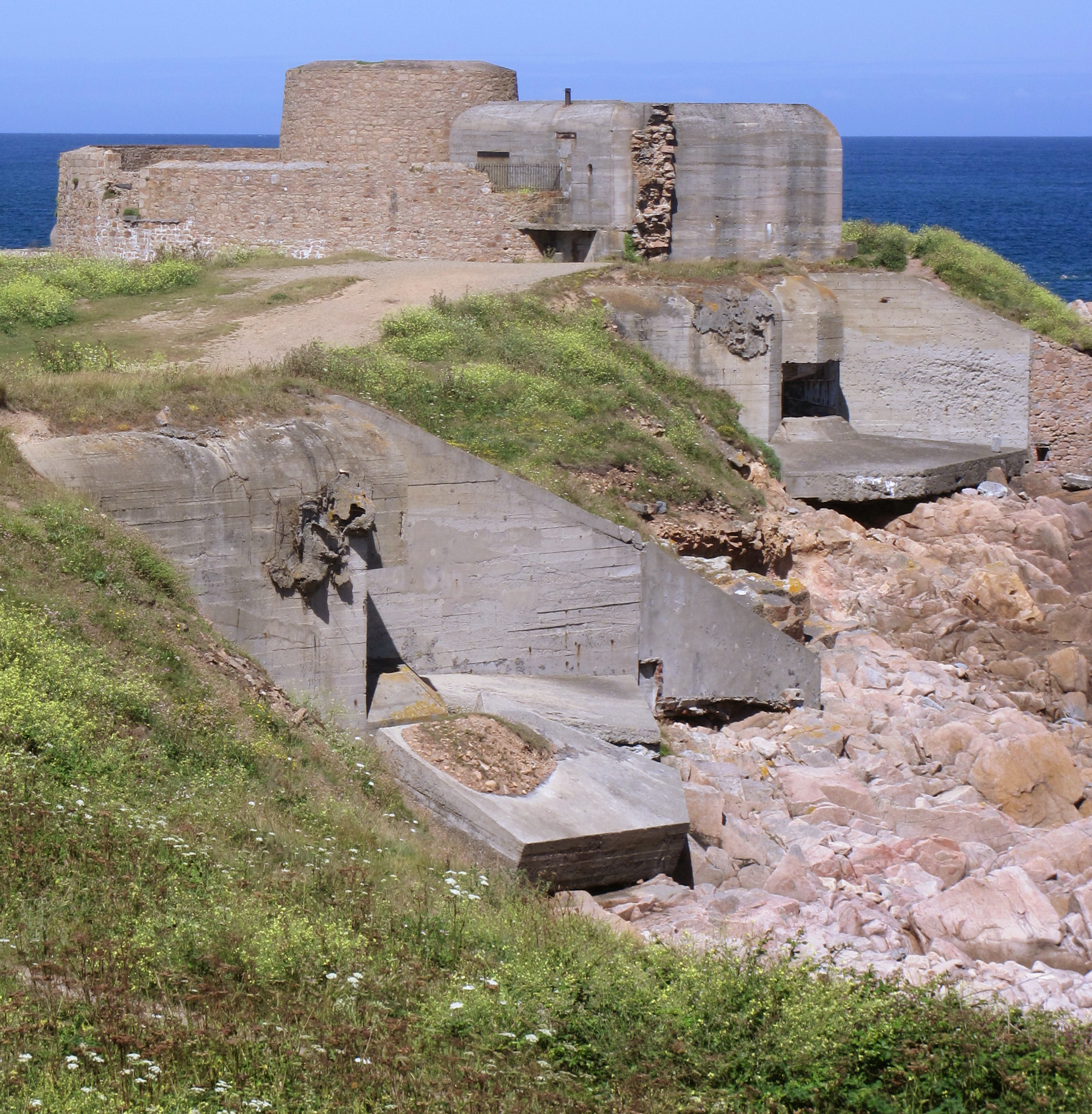
Stützpunkt Rotenstein

Die gesamte Landzunge wurde als Stützpunkt ausgewiesen.
Westlich des Martello-Turms liegt ein Bunker, an dem eine Stahlkuppel mit vielen Schießscharten angebracht war. Der Martello-Turm selbst enthielt zwei Bunker mit Suchscheinwerfern von 60 cm, bzw. 150 cm, Durchmesser und eine Unterkunft für die Bedienmannschaften. In Richtung Norden liegen zwei Kasematten mit 10,5-Zentimeter-K331(f)-Geschützen. Zwei gleichartige Kasematten zeigen nach Süden über den Vazon-Strand, von denen eine heute als Museum öffentlich zugänglich ist. Ein „Tobruk“-Schützengraben (verstärktes Profil) und eine Kasematte für eine 4,7-Zentimeter-Panzerabwehrkanone 36(t) komplettierten die Verteidigungsanlagen in Richtung Strand. In der Mitte der Landzunge liegt ein R633-Bunker, der einen 5-Zentimeter-Maschinengranatwerfer M19 enthielt. Ein verstärkter Feldnachrichtenstand, ein festungsartiger Unterstand, ein Minenfeld, Feldstellungen mit Gräben und Maschinengewehrgräben mit koaxialen, drehbar montierten schweren Maschinengewehren 37(t), Flammenwerfern und Stacheldrahtverhaue machten die Verteidigungsanlagen des Stützpunktes komplett.
Minenfeld Nr. 27 mit 417 S-Minen, 464 Tellerminen und 624 britischen Beuteminen schützte die Landzunge.

## Nach dem Krieg
Nach der Befreiung von Guernsey 1945 schleiften die British Army und die Inselbewohner die Festungsanlagen. Ende der 1940er-Jahre waren alle Metallteile, wie Kanonen und Explosionsschutztüren, verschrottet. Viele der Bunker, auch die Kanonenkasematten von Fort Hommet, wurden mit Erde zugeschüttet, um das Erscheinungsbild der Küstenlandschaft möglichst wieder so herzustellen, wie es vor dem Krieg war.
Kürzlich ließ das States of Guernsey Teile des Forts wiederherstellen, insbesondere den 10,5-Zentimeter-Küstenverteidigungsgeschütz-Kasemattenbunker. Dieser ist heute öffentlich zugänglich, wenn auch nur zu bestimmten Zeiten. Der Bunker des Maschinengranatwerfers M19 wird gerade renoviert.

## Denkmalschutz
Das gesamte Fort Hommet und die zugehörigen Einrichtungen mit den gesamten deutschen Festungsanlagen auf der Landzunge wurden am 2. November 1990 als Protected Monument, Referenznummer PM137, ausgewiesen.